# Lottia cassis
Lottia cassis is een slakkensoort uit de familie van de Lottiidae. De wetenschappelijke naam van de soort is voor het eerst geldig gepubliceerd in 1833 door Eschscholtz.